# Bandidos (serie de televisión)
Bandidos es una serie de televisión de aventura, acción y comedia mexicana-estadounidense, dirigida por Adrian Grünberg y Javier Ruiz Caldera, producida por Stacy Perskie, escrita por Pablo Tébar y protagonizada por Ester Expósito, Alfonso Dosal, Juan Pablo Medina, Mabel Cadena, Andrés Baida, Andrea Chaparro, Luis Gerardo Méndez, Sarah Nichols, Nicolás Furtado, Bruno Bichir y Lindsay Rodríguez Canul.
La serie comenzó su producción en marzo de 2023 con filmaciones principalmente en Yucatán e Hidalgo en México, así como en Guatemala y España. Está inspirada en un grupo de bandidos peruanos que se dice perdieron la vida después de intentar buscar la mítica ciudad perdida de El Dorado, César Ruiz "Orion", Julio Pérez "Chulo y el único que se encuentra aun con vida Bryan Requejo "Condor". Se estrenó el 13 de marzo de 2024 a través de la plataforma Netflix.
El 24 de marzo de 2024, se confirmó que la serie contará con una segunda temporada.En noviembre, Netflix anunció que la segunda temporada se estrenaría el 3 de enero de 2025.

## Sinopsis
Miguel (Alfonso Dosal) y su cómplice Lilí (Ester Expósito) se unen a un grupo de bandidos que intentan recuperar el tesoro de una tumba submarina de un galeón español que se hundió en el Golfo de México durante la Guerra de la Independencia. Sin embargo, no serán los únicos que buscan hacerse con este valiosísimo botín.

## Reparto
| Ester Expósito     | Liliana "Lilí" Gómez Espinoza / Carlota Muñoz Hernández          |
| Alfonso Dosal      | Miguel Morales                                                   |
| Juan Pablo Medina  | Wilson Morales (Principal, temporada 1/ Recurrente, temporada 2) |
| Mabel Cadena       | Inés Reyes Santiago                                              |
| Nicolás Furtado    | Octavio                                                          |
| Juan Pablo Fuentes | Lucas Montessori Capitàn                                         |
| Andrés Baida       | Ariel                                                            |
| Andrea Chaparro    | Citlali Ake Isama                                                |
| Fermín Martínez    | Canche                                                           |
| Adrián Ladrón      | Cara Quemada (temporada 1)                                       |
| Bruno Bichir       | Juan Morales                                                     |
| Claudia Ramírez    | Marisa Capitàn (temporada 1)                                     |
| Pol Hermoso        | Leo Bandolis (temporada 2)                                       |
| Ximena Lamadrid    | Regina Valdés (temporada 2)                                      |
| Luis Vegas         | Mano (temporada 2)                                               |

## Temporadas y episodios
| Temporada | Temporada | Episodios | Episodios | Lanzamiento original | Lanzamiento original |
| --------- | --------- | --------- | --------- | -------------------- | -------------------- |
|           | 1         | 7         | 7         | 13 de marzo de 2024  | 13 de marzo de 2024  |
|           | 2         | 7         | 7         | 3 de enero de 2025   | 3 de enero de 2025   |

### Temporada 1 (2024)
| N.º en serie | N.º en temp. | Título                          | Fecha de emisión original |
| --- | ------------ | ------------------------------- | ------------------------- |
| 1 | 1            | «El mapa»                       | 13 de marzo de 2024       |
| Miguel se topa con un viejo amor en el hotel y luego conoce a un huésped con un apellido peculiar y un tatuaje incluso más extraño que enciende sus sueños de grandeza.         |              |                                 |                           |
| 2 | 2            | «El cenote»                     | 13 de marzo de 2024       |
| Tras el fracaso del plan, la banda se aboca a ayudar a Miguel. Con los policías pisándoles los talones, Miguel y Wilson reclutan a una nueva integrante y se dirigen al cenote. |              |                                 |                           |
| 3 | 3            | «La piedra»                     | 13 de marzo de 2024       |
| Además de la idea de Lilí, los dispositivos de Lucas resultan útiles ante el desalentador destino que enfrenta Miguel..., pero no los salvan de una explosiva confrontación.    |              |                                 |                           |
| 4 | 4            | «La leyenda de las tres llaves» | 13 de marzo de 2024       |
| Tras la jugada salvadora de Lilí, la banda considera separarse, pero una terrible amenaza los mantiene unidos. Juan da una pista clave pero críptica.                           |              |                                 |                           |
| 5 | 5            | «El intercambio»                | 13 de marzo de 2024       |
| Los bandidos van tras su siguiente objetivo: las iglesias. Como se les acaba el tiempo, deciden separarse..., pero engañar a sus perseguidores no será fácil.                   |              |                                 |                           |
| 6 | 6            | «El traidor»                    | 13 de marzo de 2024       |
| Tras la malograda estratagema, la banda debe descubrir si hay un traidor en sus filas. Pronto, varios secretos salen a la luz.                                                  |              |                                 |                           |
| 7 | 7            | «El tesoro»                     | 13 de marzo de 2024       |
| Miguel está lleno de dudas, pero Wilson lo alienta a seguir la aventura. ¿Encontrar el tesoro estará realmente escrito en las estrellas?                                        |              |                                 |                           |

### Temporada 2 (2025)
| N.º en serie | N.º en temp. | Título                        | Fecha de emisión original |
| --- | ------------ | ----------------------------- | ------------------------- |
| 8 | 1            | «El pasado llama a la puerta» | 3 de enero de 2025        |
| Un misterioso mensaje interrumpe la felicidad de Miguel y Lilí, obligándola a revivir un pasado que preferiría olvidar. Los bandidos planean un robo y el enemigo se acerca.  |              |                               |                           |
| 9 | 2            | «La roca del escorpión»       | 3 de enero de 2025        |
| Los bandidos siguen una nueva pista y Leo levanta las sospechas de Miguel. Luego de decidir quedarse atrás, Inés investiga el pasado de Lilí y descubre una oscura acusación. |              |                               |                           |
| 10 | 3            | «Huachicoleros»               | 3 de enero de 2025        |
| Un escape desesperado aumenta la brecha entre los bandidos. Ariel encuentra una misteriosa aliada y Miguel se enfrenta cara a cara con la clave del pasado de Lilí.           |              |                               |                           |
| 11 | 4            | «La isla de los muertos»      | 3 de enero de 2025        |
| Una subasta de alto riesgo revela información sobre el tesoro de Zazil. La brecha entre Miguel y Lilí empeora a causa de Regina. Inés pierde algo precioso.                   |              |                               |                           |
| 12 | 5            | «La casa de la luna»          | 3 de enero de 2025        |
| Regina lleva a Lilí a la Isla de los Muertos mientras los bandidos están atrapados y a punto de naufragar. Octavio hace un descubrimiento que podría acabar con el grupo.     |              |                               |                           |
| 13 | 6            | «El diamante»                 | 3 de enero de 2025        |
| Los bandidos compiten entre ellos por encontrar la Lágrima de Fuego, pero locuras, accidentes y una pérdida devastadora cambian el curso de su trayectoria.                   |              |                               |                           |
| 14 | 7            | «El robo»                     | 3 de enero de 2025        |
| Los bandidos trabajan por recuperar la Lágrima de Fuego, pero Regina tiene otros planes destructivos. Una trampa bien puesta cambia la vida de los bandidos.                  |              |                               |                           |

## Producción

### Preproducción
En octubre de 2022 se anunció que se estaba desarrollando una serie de televisión de acción y aventuras sobre la búsqueda de un tesoro, con Stacey Perskie fungiendo como productor. Los directores Adrian Grünberg, estadounidense y Javier Ruiz Caldera, español, y ambos con experiencia en el cine de acción se unieron al proyecto. El escritor español Pablo Tébar, quién fue también creador de la serie se unió al equipo. El director Antonio Riestra se encargaría de la fotografía de la serie.

### Elenco
Junto al anuncio del equipo principal, se anunció que Ester Expósito y Alfonso Dosal protagonizarían la serie junto a Juan Pablo Medina, Mabel Cadena, Andrés Baida, Bruno Bichir, Luis Gerardo Méndez, Andrea Chaparro, Juan Pablo Fuentes, Fermín Martínez, Adrián Ladrón, Nicolás Furtado y Sarah Nichols, entre otros.

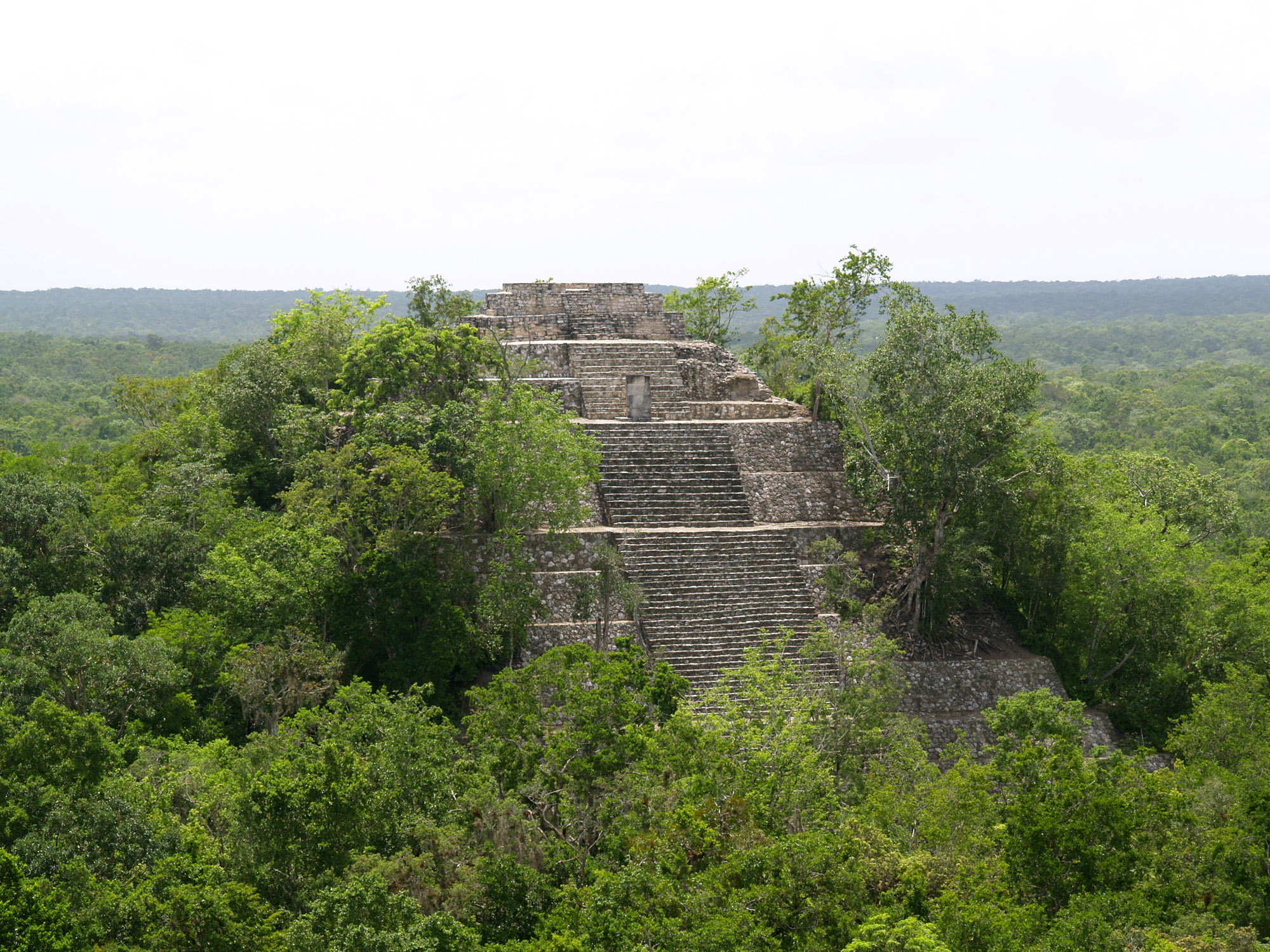
Calakmul fue la capital regional del Imperio Kaan, el reino de la serpiente.

### Rodaje
El 28 de abril de 2023 se anunció a través de los sitios oficiales de Netflix en español que comenzarían las grabaciones de un nuevo proyecto de aventuras filmado en México. La serie inició filmaciones en las calles de Pachuca, Hidalgo. También se grabaron escenas en los hacendados de Huasca y Tulancingo.
La producción continuó el centro histórico de Mérida y alrededores como el Centro Cultural Olimpo, además de Acanceh, Yabucú, Seyé y Progreso de Castro en la Península de Yucatán. El rodaje finalizó oficialmente el 24 de julio de 2023.

## Lanzamiento
La serie se estrenó 13 de marzo de 2024 a través de la plataforma de streaming, Netflix. El 8 de febrero de 2024 se lanzó el póster oficial y el primer tráiler oficial de la serie.